# Illice apicipicta
Illice apicipicta är en fjärilsart som beskrevs av Embrik Strand 1922. Illice apicipicta ingår i släktet Illice och familjen björnspinnare. Inga underarter finns listade i Catalogue of Life.